# Смрт Смаил-аге Ченгића
Смрт Смаил-аге Ченгића је историјски спев Ивана Мажуранића објављен 1846. године, а уједно је и његово најпознатије дело. Основну грађу за дело песник проналази у историјском догађају: погибији херцеговачког паше Смаил-аге Ченгића. Спев се састоји из пет певања (Аговање, Ноћник, Чета, Харач, Коб), која чине укупно 1134 стиха.

## Историјска позадина
Смаил-ага Ченгић је учествовао у борби против Црногораца на Грахову 1836. године, и тада је страдало девет Петровића, међу којима и рођени брат Петра II Петровића Његоша. Желећи да му се освети за породичну трагедију, Његош је стално смишљао освету. За свој план придобио је и дробњачког јунака Новицу Церовића, коме су Турци на превару убили оца. Црногорци су, прво, протурили вест да је Смаил-ага кукавица, те да не сме код Дробњака да купи харач. Када је чуо за то, Смаил-ага је решио да што пре пође Дробњацима. У вешто постављеној заседи, 20. септембра 1840. године, погинуо је заједно са још четрдесетак Турака. Глава му је одсечена и однета на Цетиње, као дар владици. Од његове главе, одеће и оружја направљена је лутка и постављена у једној просторији. Када би неко ушао и нагазио даску на којој је лутка, она би се клањала. То је чињеница коју је Иван Мажуранић унео у завршно певање Коб да би изразио пролазност славе и моћи.
Мажуранић се није до краја држао историје, него је, сходно својим замислима, причу мењао и обогаћивао је својом романтичарском маштом. Многи догађаји су измењени: 
- Смаил-ага не гине код Дробњака, него на Гатачком пољу;
- Новица није познати црногорски јунак, него Турчин и турски издајица;
- Мирко предводи чету, иако у стварности није било тако, мада се сматра да је баш Мирко Алексић Смаил-аги одсекао главу.[1]

## Мажуранић или Његош?
Постојале су сумње да спев није дело Ивана Мажуранића. Један од разлога за те сумње је просторна удаљеност. Црна Гора и догађај који је опеван били су далеко од њега и Карловца, у коме је живео. Други разлог што се веровало да је спев Његошево дело јесте и само Његошево сведочење пред Љубомиром Ненадовићем („Писма из Италије“) да је он имао једно дело у стиховима које се бави овом тематиком, али га је дао на читање једном од својих гостију и овај му га никад није вратио, тако да се том делу изгубио сваки траг. Међутим, детаљним анализирањем Његошевог и Мажуранићевог стила писања, преовладало је мишљење, да је спев, ипак, Мажуранићево остварење, и да је о самом догађају и детаљима везаним за њега могао сазнати из разних извора:
- о томе су писале Илирске новине у Хрватској;
- из причања свог брата Антуна Мажуранића, који је, са Људевитом Гајем, посетио Цетиње и Његоша 1841. године, непосредно после догађаја који је опеван у спеву;
- од Херцеговаца који су бежали од турског зулума и пролазили кроз Карловац
- из путописа свог брата Матије Мажуранића, који је 1842. године посетио Херцеговину.[1]

Марија Ковачевић у својој студији „Покрадени Његош“ тврди да је аутор спева „Смрт Смаил-аге Ченгића“ Његош, а не Иван Мажуранић. Његош је имао обичај давати своја дела другима да их штампају и сл. Тако је Шћепан Мали објављен у Трсту у штампарији Андрије Стојковића и то новим Вуковим правописом. Особа која га је молила за рукопис није добила упутства да ли да га штампа старим или новим правописом. Његош је рекао да му га је дао да чини с њим шта хоће. Љубомир Ненадовић је од Његоша добио благослов да дело Слободијада погледа и да га објавио у Србији, јер је Његоша болест спречавала да га коригује и објави. Том приликом је Ненадовићу рекао да је написао једну песму о Ченгићу, али дође један па зациганчи: Дај ми, дај ми! и ја му дадох. А пријепис ми није остао.
Српски лист из Загреба Врач погађач је писао: Чива Франк гноји хрватско литерарно ђубре, отровни паук (Матица хрватска) сише српски цвјетњак, мештар свих лопова је Мажуранић, који себи с неправом присваја ауторство Смаил-аге. За то вријеме блажено спава трут (Матица српска) и тако омогућује стварање хрватске културе.  Загребачки Србобран је у бр. 15/1893. у чланку Пакрац као метропола назвао, тада већ покојног Ивана Мажурнића протекторем назарена, хијеном српских школа и присвајачем (крадљивцем) спјева Смрт Смаил-аге Ченгића, који да је написао заправо Његош. На такве је оптужбе син И. Мажуранића, Владимир, подигао тужбу против Србобрана. Уредник Србобрана, Јосип Веселко, одлежао је у затвору, а Србобран кажњен губитком кауције. Србобран, а ни Врач погађач, нису се одрекли уверења да је аутор Смаил-аге заправо Његош. О томе спору је писао и И. Крталић (Афере у хрватској књижевности, Загреб 1987., 11-169.). Питање ауторства је покренуо 80-их година 19. века Љуба Ненадовић изјавом да је од Његоша чуо два стиха тога епа. Бранково коло је такођер потакнуло питање ауторства Ченгић-аге. Када су умрли Новица Церовић и Ненадовић, у београдској Српској застави поново је оспорено Мажуранићу ауторство. Бранково коло је објавило мишљења књаза Николе Петровића (бр. од 13./25.8.1895.) и Лазара Томановића, који су сматрали да Његош није аутор. Књаз Никола је рекао: Који би се Србин могао поносити више од мене да је збиља и тај бисер својина мога претходника? Али дух епа најбоље свједочи да га није написао мој стриц. Ако се који стих из тог епа подудара са којим стихом владичинијем, није чудо, то бива код генијах. Томановић (у истом броју) је сматрао да Његош није аутор спева, јер би он сачувао изворност догађаја, који је Мажуранић напустио.

## Композиција
Спев је организован у следеће композицијске целине:
- Аговање (стихови: 1 - 113)
- Ноћник (стихови: 114 -193)
- Чета (стихови: 194 - 477)
- Харач (стихови: 478 - 1100)
- Коб (стихови: 1101 - 1134)[2]

### Аговање
Радња спева почиње у Стоцу, месту Смаил-аге Ченгића. Почетак је врло драматичан, у знаку зла и крви: Смаил-ага наређује да се из тамнице изведу Брђани (Црногорци) које је утамничио. Ставља их на разне муке и непоштедно их убија:
| „ | ...сваком момку оштар колац даје, коме колац, коме ли конопац, коме бритку палу намјењује. | ” |

Тако се на самом почетку заоштрава однос између Смаил-аге, који оличава индивидуално јунаштво, сујету и турску моћ, и Брђана који симболишу јуначку, моралну чврстину хришћанског колектива и његов отпор тиранији. Мучење и убијање свезаних и немоћних требало је, пред окупљенима, да потврди његову моћ и понос, да покаже шта све може и колико може ићи у испољавању зла и ужаса. Мислио је да ће уживати у мукама Црногораца, у њиховим молбама и вапајима у страху од смрти. Био би то, пред онима који ће све то гледати, његов тријумф, али и опомена за плашљиве и колебљиве. Међутим, све је запрепастио начин, на који су Црногорци све те муке стоички подносили. И поред набијања на колац, вешања и одсецања глава, сви су они ћутке умирали („нити писну, нити зуби шкрину“). А то је зато што су они заточници, што су навикли да умиру за веру и слободу. Смаил-агини сарадници на све то гледају са чуђењем, али и скривеним дивљењем („Турад буљи скрстив руке“). Психолошко дејство није изостало ни у случају Смаил-аге:
| „ | Љутит ага мрко гледа, гдје се силом дивит мора силан арслан горском мишу... | ” |

Смаил-ага у својој намери није успео: све их је поскидао („поскида их, срца не искали“), али су у смрт сви отишли без панике, вапаја и страха. Таква одлучност и духовна снага оних који страдају у њему буди зебњу, притајени страх од онога што може доћи („зазебе га на дну срца“). Да би повратио свој јуначки, а сада већ начети понос, Смаил-ага ће, безобзирно и сурово, погубити и старца Дурака, свог дугогодишњег саветника. Тај чин у ствари представља врхунац искаљивања његовог беса због присилног дивљења, због непостигнутог циља (да га љубе у ноге и моле за живот) и због зебње коју у срцу осећа.
Погубљење старог Дурака и масовно страдање Брђана, биће главни покретачи у развоју надолазећих дешавања. Погубљење Дурака је разлог за Новичино издајство и мотив за освету (убијен му је отац), што ће условити настајање певања Ноћник. А масовна смрт Брђана покренуће акцију у певању Чета и допринети да се те две акције, осветничка акција Новице и колективна освета Црногораца, споје. На тај начин је Иван Мажуранић радњу спева на самом почетку обогатио драматичним тренуцима и брзом променом дешавања, и створио услов за узбудљивија и још драматичнија збивања.
У Аговању, све време трајања радње, јавља се сукоб два принципа - принципа правде, етичког и стоичког са принципом надмоћности и зла. Први принцип понашања прате трпљење, патња, пркос и презир спрам тиранији и смрти, а други освета, казна и свирепост. Дело је конципирано тако да су у првом плану мученици, односно Брђани, и мучитељ - Смаил-ага Ченгић.

### Ноћник
У певању Ноћник приказан је Новица (Дураков син), који, гоњен мржњом, иде на Цетиње. Он се креће искључиво ноћу (одатле и име певања Ноћник), остављајући утисак тајанственог и непознатог човека. Сам, на непознатом простору, он осећа страх, али поседује и страшну мржњу као унутрашњу силу која га држи и носи кроз ноћ: 
| „ | Види му се, мријет’ му се неће, а јест’ нешто што га напријед креће. | ” |

Он, као једини очевидац крвавог злочина Смаил-аге, долази на Цетиње. Његов долазак, прећен је падом једне звезде, што је симболички знак скоре Ченгићеве смрти.
Певање Ноћник почиње словенском антитезом, у којој је први део (састављен од питања) видно проширен да би се тајанственост путника у ноћи што више задржала, а откривање његовог идентитета било одложено за касније. Песник, на тај начин, изазива већу пажњу читаоца, али и увећава тајанственост ноћног амбијента.
Амбијент је прави романтичарски: планински простор, отворен, празан и пуст. Само брда, долине, стене и кланци, жбуње и аветињске сенке у ноћи. Све то буди језу и страх у незнанцу који се креће беспућима. У њему је страх од непознатог и скривеног. Страх га је да га неко не открије и да не падне као жртва нечије освете јер је много зла нанео Црногорцима, и да га тиме не осујети у његовој решености да и сам постане осветник над Смаил-агом који му је убио оца. Међутим, мржња је та која побеђује страх и која га вуче напред.

### Чета
У овом певању лична освета се губи и уступа место колективној освети коју оличава чета. Сам почетак овог певања је у знаку епске визије јунаштва: појединци осветници не бирају се по лепоти, „већ по срцу јуначкоме“. Све су то појединци који су спремни да умру „за крст часни и слободу златну“. И кретање чете је везано за глуху и дубоку ноћ , због чега се и стиче утисак да је све тајанствено и мистично.
Чета се читаоцу показује као неки митски извршилац божанске правде. И природа и човек, и небо и земља као да су срасли у једно, само да би утисак о завери био што снажнији. Чета у глухој ноћи не само да је тајанствена него је хомогена (сви су ко један) и претећа сила.
Посебно место у овом певању има сусрет чете са духовником - старим свештеником, коме је „црква“ - дивно поднебије, „олтар“ - брда и долине, „тамјан“ - мирис цвећа и крв проливена за крст. Он чува стадо оваца и тако траје између земаљског и небеског царства, сав предан духовном трајању. Свештеник, налик на игумана Стефана из „Горског вијенца“, изриче аманет. Својим аманетом он их подстиче на борбу и пуни их љубављу према домовини:
| „ | Дјецо моја, храбри заточници, вас је ова земља породила кршовита али веома златна. Дједи ваши родише се тудијер, оци ваши родише се тудијер, и ви исти родисте се тудијер: за вас љепше у свијету не има. Дједи ваши за њ лијеваху крвцу, оци ваши за њ лијеваху крвцу, за њ ви исти крвцу пролијевате: за вас драже у свијету не има. Ор’о гнијездо врх тимора вије јер слободе у равници није. | ” |

Новичино крштење је други моменат у сусрету са свештеником, а трећи - причешће и примање благослова за извршење правде. Појединачно (оличено у Новици) сасвим се губи у колективном, тако да његова освета добија нову димензију, односно поприма општељудски смисао.
Романтичарска атмосфера из претходног певања, Ноћник, наставља се и у Чети. Ноћна мистика у овом певању постаје израженија и добија већи интензитет. У ноћној атмосфери и мистичном планинском амбијенту и чета ратника постаје „ноћна, тамна“, и она „ступа...тихо и глухо“: нема шапата ни смеха, нема ни јасних обриса. Ако је и било каквих људских гласова на почетку певања, и они су нејасни, тајнама и ноћном тамом обавијени, тако да се не зна ни чији су, ни какве поруке шаљу на даљину од једног до другог. Зато су и „шапат тамни“, зато и наличе на „тајни глас духова“, на глас „којијем зборе вишњи дуси“, као у песми „Поноћ“ Ђуре Јакшића.
Свака припрема освете и њено извршење захтева да буде прекривено тајном. Из тих разлога и питања:
| „ | Иђе чета, али камо? Иђе чета, куда? камо? Сам он знаде, кој’ је гори... | ” |

У таквом ноћном, чисто романтичарском амбијенту, као да умире све што је људско, а оживљавају авети и природа - камен. Чета се утапа у природу, стапа са каменом, а камен оживљује. Природа се персонификује, а чета симболизује, односно постаје јединствени носилац скривеног смисла, чије је значење - освета и колективна борба против свеопштег зла, оличеног у Смаил-аги. Појединачно се у овом певању преображава: поприма димензије колективног, божанског и свељудског. Постаје јединствено, што је и једна од карактеристика романтичарског певања. Пример за то је Новичино покрштавање и утапање његове индивидуалности и себичности у несебично.
Романтичарско је увелико садржано и у свештениковој апотеози (величању) домовине, прошлости, предака, слободе, вере, правде, презира према тиранији и дужности борбе против ропства и угњетача. То су идеали високих етичких вредности које на уму имају сви романтичари, па и Иван Мажуранић.

### Харач
Радња овог певања се одиграва у Гатачком пољу, у које је „силан ага“ дошао да купи харач од сиротиње. На почетку, у виду словенске антитезе, поставља се питање шта ће у Гатачком пољу момци, „оружје свијетло“, коњи, чадорови, „тешка гвожђа и фалаке грозне“, да би се на крају дошло до одговора:
| „ | Смаил-ага крвав харач купи по Гацкоме и около њега... | ” |

што представља увод у будућу драму колектива. У овом певању се све одвија у два нивоа: први ниво се односи на Смаил-агу, на оно што се дешава у њему, а други ниво на социјална страдања и муке „сиротиње раје“.
Када је отпослао силнике на све стране да купе харач и остао сам са најближим ратницима око себе, Смаил-ага демонстрира силу, снагу и вештину: јури на коњу, баца копље, погађа циљеве. У свему томе делује јуначки, па песник казује: „Добар јунак, да је човјек таки!“. Од овог тренутка, све што се дешава је у функцији да се он покаже као јунак, али и као веома лош, свиреп човек.
Када је угледао своје харачлије како јашу и воде рају везану коњима за репове, у тренутку срџбе, покушао је да искали бес на неком од везаног робља, али уместо да погоди циљ, он избија око слуги Саферу. Нови талас беса га је обузео: 
| „ | Писну Туре кано гуја љута; плану ага кано пламен живи... | ” |

Дошао је да купи харач, а није га сакупио. Бацио је копље, али циљ није погодио. И једно и друго доживео је као тешку срамоту, и што му најтеже пада - пред сведоцима. Тиме је повређено његово достојанство и сујета - оно самоуверење да је највећи и најбољи. Зато и интензитет срџбе и беса у њему бива све већи: позива („Мујо, Хасо, Омере, Јашаре!“), издаје наредбе, виче („рикну ага ко бик љути“). На његов захтев и по његовој наредби започињу гнусна мучења: вуку по пољу рају везану за репове коња, канџијама их туку, називају их псима и псују, да би у њима убили сваки облик људског достојанства.
Песник сада у први план, уместо Смаил-аге, уводи рају (сиротињу). Тежиште је сада на колективу. На вику и претњу: „Харач, харач, рајо, треба!“ - сиротиња узвраћа патнички, кроз вапај:
| „ | Хљеба, хљеба, господару! Не видјесмо давно хљеба! | ” |

И док се на турској страни примећују паклени смех, мучилачке страсти и цинизам, на другој страни се чују: молбе и молитве, уздаси и јауци: „Глад, голота, господару!“ То се не чује глас појединца (он овде много и не значи), већ је то многогласје (полилог). Од даљих мука спасио их је залазак сунца и ноћ коју је испунио „лелек мученика“, писка, тешки уздисаји и хропац умирућег.
Ноћ је донела предах за измучене и почетак гозбе силних: пеку се овнови, из мешина точи вино. А ту атмосферу ситих и осионих треба да окрепи и песма о јунаку Ченгићу. Гуслар Баук треба песмом да осмисли и за спомен сачува све његове подвиге. Али, уместо славе и хвале о јунаштву, песма се претворила у ругалицу, у алегорију која исказује поругу људској сујети и умишљеној снази. Стари Баук пева о неком Ризван-аги који је купио харач, а није га сакупио, да би завршио стихом: „Хрђа бјеше Ризван-ага силни“. Агину срџбу, проузроковану овом песмом, истовремено прати и мисао о мукама које треба да буду адекватне нанетој срамоти и висини беса:
| „ | Гвожђе, отров, коноп, ноже, палу, огањ, колац грозни, уље врело и сто мука, у час један јунак смишља... | ” |

Као што примери показују, машта Мажуранићевог јунака у смишљању мука је неисцрпна, а проузрокована је је сујетом и немоћи Смаил-аге да искаже себе у светлу о коме стално сања. И баш кад о мучењима других најинтензивније размишља, стиже казна: чују се пуцњи у ноћи - логор је нападнут. Изненађења, позиви на отпор - свуда се чују: „Власи одасвуд! Пушке, ноже!...“ А чује се и његов глас: „Коња, коња!“ - грми ага... Једни у овој реакцији Смаил-аге препознају панику, страх од смрти и нагон за бекством, док други мисле да је то - након свега што му се десило и ранијих уверавања: „Ја сам јунак то ће пјесма р’јећи!“ - захтев да му се доведе коњ и да се на коњу, на епски, јуначки начин бори и потврди себе. Али, у тој последњој намери, он и гине. Поред њега је нађен мртав и Новица. Носиоца зла и издајицу задесила је иста судбина, а освета и победа припале су праведницима, оима коју умиру за крст и слободу, против насиља и тираније.

### Коб
У овом завршном певању, за које се чини да би дело могло и без њега, говори се како је у пољу испод Ловћена, у стану једна несвакидашња Датотека: „бесно Туре се крсту клања“. Турчин је сада лутка са мртвом главом Смаил-аге, у његовом оделу, опасана његовим оружјем.
Издвојеност или отуђеност од других Смаил-аге у певању Коб је још једном истакнута, с тим што је у претходним певањима (Аговање и Харач) та издвојеност била условљена жестином његове охолости и сујете која га је водила у мржњу и негацију свега што је људско. У овом певању је издвојеност, пак, последица губитка славе и свих илузија о трајности силе и људске моћи.
Круг Мажуранићевог певања и Смаил-агиног пређеног пута је сасвим затворен. Смаил-ага почиње и наставља са заповестима и охолим држањем, видећи себе као „арслана“, као „неман“ и силника коме нико ништа не може, који постаје индивидуално оличење општег зла, а завршава као беспомоћна лутка која само по изгледу подсећа на њега. На њему, некада силном, сада је све „тужно, жалосно, мирно, јадно - мртво.“ Ништа није остало од оне његове силине, гнева и беса.
Певање има симболичко значење и треба да покаже краткотрајност сваке тираније и сваког зла под капом небеском.

## Ликови

### Смаил-ага Ченгић
Смаил-ага је увек у првом плану са својом охолошћу, жестином понашања и страшћу за мучењима и осветом. Смаил-агина индивидуалност на самом почетку је обележена охолошћу јунака који може све што хоће да учини да оствари. Он је обузет једном жељом: да он и његови следбеници доживе Брђане као кукавне људе који плачу, падају на колена, моле и преклињу. Међутим, њихово држање, у њему изазива огорчење, срџбу и велику провалу беса. Бес је у његовом држању, у погледу, у изразу лица, у његовом гласу, у наредби да се веша и старац Дурак. Бес је унутрашњи израз за његове неостварене жеље да друге види понижене и да задобије још веће уважавање од својих послушника. Уместо тога, дошло је њихово дивљење према страдалницима. То дивљење, потајно, носи и он, Смаил-ага. Након беса и осећаја кривице што се и он, макар и несвесно, диви Брђанима, долази зебња, она почетна клица страха да се и он једног дана може наћи у таквој ситуацији, јер са дна његове свести испливава мисао као опомена и црна слутња: 
| „ | Бој се онога тко је свико, без голема мријет јада. | ” |

И наредба да се погуби старац Дурак тобож зато што сеје страх међу младима треба да послужи Смаил-аги као маска како би прикрио властити страх. Друго, погубљење старца Дурака треба да буде компензациони мотив за неостварене жеље - да се ужива у кукавном држању Брђана. Стога се на држање Смаил-аге у стиховима:
| „ | Гледај главу пут небеса гдје се охола храбро диже; гледај чело јасно и око како бистро под њим сијева... | ” |

може гледати као на привид или варљиву слику јунака, неустрашивог и постојаног, односно као на маску иза које се крије зебња и страх.

### Брђани као колективни јунак
Брђани се од почетка дела херојски носе са тиранијом Смаил-аге Ченгића. Снага таквог држања садржана је у њиховом уверењу да страдају због правде и вере у Бога, и у сазнању да су заточеници, предодређени за порбу и погибије. Да би се истакло херојско држање Брђана, а још више нагласио ужас злочина, песник је поступком градације и хиперболе дао слику крвавог призора:
| „ | Крцну колац неколико пута, звизну пала неколико пута, задрхташе та вјешала танка, ал не писну Црногорчад млада, нити писну нити зуби шкрину. Пољана се напуни тјелеса: нити писну нити зуби шкрину... | ” |

## Језик и стил
У спеву се осећа јак утицај епске традиције, нарочито на плану употребе језичко-стилских средстава. Дело садржи право изобиље стилских фигура које Мажуранићево певање чине динамичним, звуковно богатим, сажетим и красноречивим.